# Şehzade Mehmed Orhan
Şehzade Mehmed Orhan Efendi (turco ottomano: محمد اور خان; anche Mehmed Orhan Osmanoğlu; Istanbul, 12 ottobre 1909 – Nizza, 12 marzo 1994) è stato un principe ottomano, nipote del sultano Abdülhamid II, 42º Capo della Casa Imperiale di Osman e consigliere del re Zog I d'Albania.

## Origini
Şehzade Mehmed Orhan nacque il 12 ottobre 1909 a Istanbul, nel Palazzo di Naime Sultan, situato nel quartiere Üsküdar. Suo padre era Şehzade Mehmed Abdülkadir, figlio del sultano ottomano Abdülhamid II, e sua madre la consorte Mihriban Hanim. I suoi genitori divorziarono nel 1913 e lui andò a vivere con sua madre dallo zio materno.
Venne istruito al College di Galata e al Robert College.

## Esilio
Nel 1924 la dinastia ottomana venne esiliata.
Mehmed Orhan iniziò a vagare per il mondo, risiedendo, fra gli altri luoghi, a Budapest in Ungheria, a Beirut in Libano, a Nizza in Francia e a Buenos Aires in Argentina.
Si mantenne come costruttore navale e gallerista a San Paolo in Brasile, tassista a Beirut e Damasco, impiegato in un cimitero negli Stati Uniti e consigliere del re Zog I d'Albania, una delle cui sorelle aveva sposato un suo zio.
Nel 1934, in ottemperanza alla legge sul cognome, prese nome Mehmed Orhan Osmanoğlu.
Nel 1983, alla morte di Şehzade Ali Vasib, divenne il 42° Capo della Casa Imperiale di Osman. In un'intervista alla rivista francese Life si riferì alla sua eredità regale come "sia sacra che ridicola" e che essere ottomani significava "sapere respirare storia".

## Morte
Şehzade Mehmed Orhan morì il 12 marzo 1994 a Nizza, in Francia. Fu sepolto due giorni dopo nel cimitero East Side.
Nel 2010 il comune ha traslato le sue ossa in un ossario comune, spiegando che la licenza era scaduta e non pagata da anni e che non era stato possibile contattare la famiglia a proposito.

## Famiglia
Şehzade Mehmed Orhan ebbe tre mogli, un figlio e due figlie:
- Nafia Hanim. Terza e ultima figlia di Ali Reza Bey Yeğen e di sua moglie Nimet Hanım, era la sorella minore di Berkemal Hanim, consorte di Şehzade Mehmed Abdülaziz. Si sposarono nel 1932 e divorziarono nel 1933. In seguito lei si risposò con il principe Abbas Halil d'Egitto. Da lei ebbe una figlia:
  - Fatma Necla Sultan Osmanoğlu (Il Cairo, 14 settembre 1933 - Zurigo, 2010). Sposata, ha avuto due figli:
    - Sultanzade Mehmed Erol Germann (n.1952)
    - Sultanzade Osman Cem Germann (n.1963)
- Margareth Fournier. Una donna francese con cui si sposò nel 1940 a Parigi. Divorziarono nel 1945. Da lei ebbe un figlio:
  - Şehzade Mehmed Selim Osmanoğlu (Parigi, 3 ottobre 1943). Sposato, ha una figlia:
    - Claris Sultan Osmanoğlu (n.1971)
- Francesca Franchetti. Baronessa italiana. Si sposarono dopo il 1945 e rimasero sposati per sette anni. Da lei ha avuto una figlia:
  - Ayten Sultan Osmanoğlu